# Mardalsfossen
Mardalsfossen est une chute d'eau de Norvège. Située dans la municipalité de Nesset dans le comté de Møre og Romsdal.
Les chutes se trouvent sur la rivière Mardøla (nn), qui s'écoule d'une vallée suspendue vers le lac Eikesdalsvatnet, à environ 2 kilomètres au nord-ouest du village d'Eikesdalen (en).
Avec une chute totale de 705 mètres selon l'agence de statistiques de Norvège et 657 mètres selon la World Waterfall Database, c'est l'une des dix plus hautes cascades d'Europe. C'est cependant une cascade à plusieurs niveaux.
L'eau s'écoule des chutes pendant la saison estivale du 20 juin au 20 août. En dehors de cette période, elle est captée par un réseau hydroélectrique.

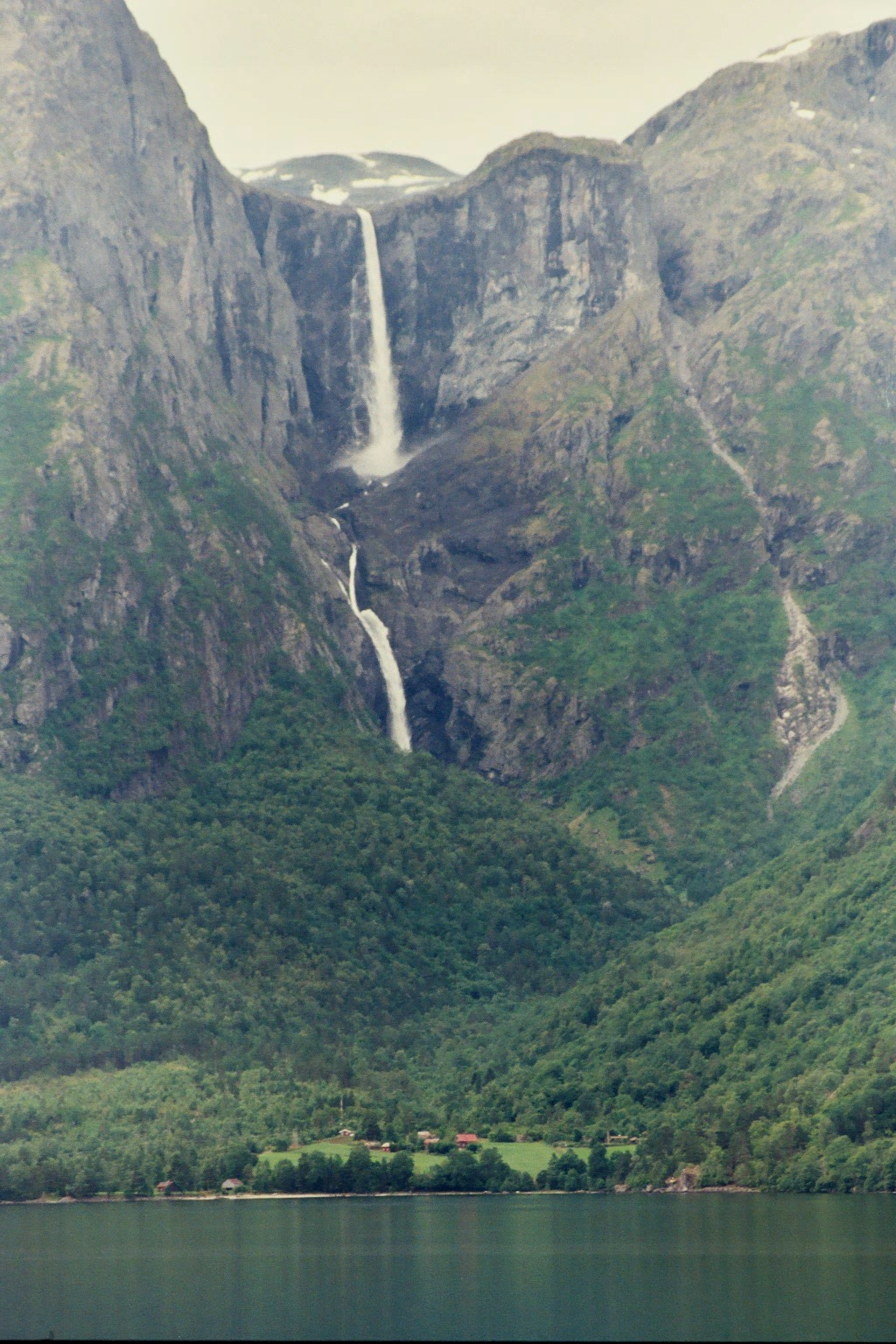
Vue des chutes en 2004.